# Dimitrios Stamatakis
Dimitrios Stamatakis Vailakakis (Keratsini, Grecia, 23 de abril de 2003), más conocido como Stamatakis, es un futbolista griego que se desempeña en la posición de guardameta en el CA Osasuna Promesas de la Primera Federación.

## Trayectoria deportiva
El guardameta griego es un jugador formado en las categorías inferiores del Atromitos de Atenas y de la Academia AGA, hasta que en mayo de 2021 ingresó en el Atlético de Madrid para jugar en su juvenil "A".
El 19 de julio de 2022, firma por el CD Eldense de la Primera División RFEF, cedido por el Atlético de Madrid.
Durante la temporada 2022/2023, disputó 9 partidos con el CD Eldense, 8 de los cuales lo hizo como titular. Sus primeros minutos tuvieron lugar durante la pretemporada, en la que jugó 3 partidos de preparación. Su estreno oficial con la elástica eldense tuvo lugar el 13 de noviembre, en el partido de Copa del Rey ante el Coruxo. Fue titular en las dos rondas posteriores, contra el Burgos CF y contra el Athletic Club, ante el que cayeron eliminados.

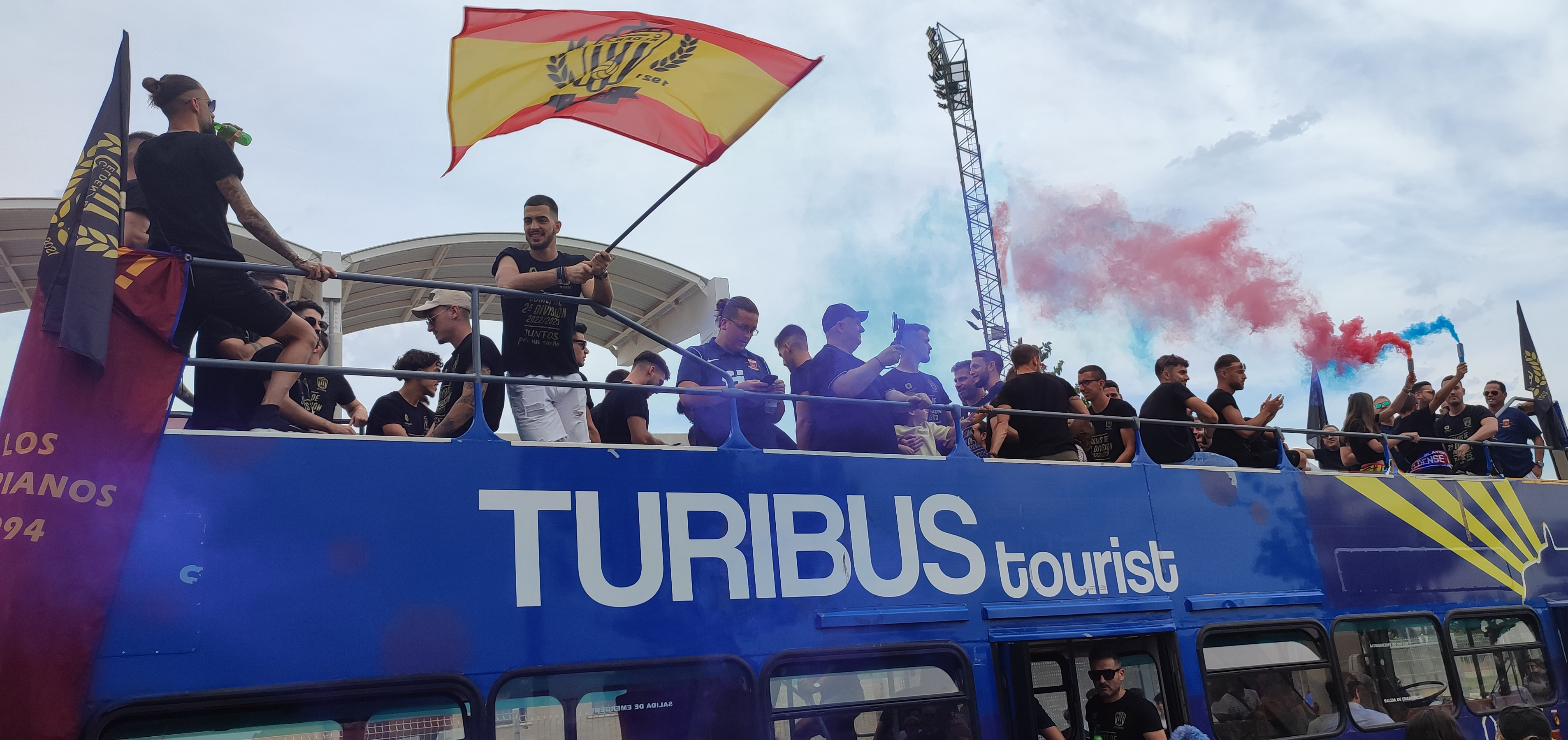
Stamatakis portando una bandera, en la celebración del ascenso del Eldense

Stamatakis volvió a la portería en partido oficial el 8 de abril, tras la lesión del portero titular, Guille Vallejo. Disputó los siguientes 5 partidos de liga en Primera Federación como titular, habiéndose mantenido invicto el equipo durante este periodo. El 25 de junio de 2023 consiguió el ascenso a Segunda División con el CD Eldense, que fue intensamente celebrado entre los jugadores y aficionados locales.

## Carrera deportiva

### Clubes
| Club                  | País   | Año       | Partidos | Goles encajados |
| --------------------- | ------ | --------- | -------- | --------------- |
| Atlético de Madrid B  | España | 2021-2022 | 5        | 1               |
| C.D. Eldense (Cesión) | España | 2022-2023 | 6        | 5               |
| C.A. Osasuna B        | España | 2023-     | 40       | 53              |